# USA:s Grand Prix 1988
USA:s Grand Prix 1988 eller Detroits Grand Prix 1988 var det sjätte av 16 lopp ingående i formel 1-VM 1988.

## Resultat
1. Ayrton Senna, McLaren-Honda, 9 poäng
2. Alain Prost, McLaren-Honda, 6
3. Thierry Boutsen, Benetton-Ford, 4
4. Andrea de Cesaris, Rial-Ford, 3
5. Jonathan Palmer, Tyrrell-Ford, 2
6. Pierluigi Martini, Minardi-Ford, 1
7. Yannick Dalmas, Larrousse (Lola-Ford)
8. Alex Caffi, BMS Scuderia Italia (Dallara-Ford)
9. Julian Bailey, Tyrrell-Ford (varv 59, snurrade av)

### Förare som bröt loppet
- Luis Pérez Sala, Minardi-Ford (varv 54, växellåda)
- Philippe Alliot, Larrousse (Lola-Ford) (46, bakaxel)
- Stefano Modena, EuroBrun-Ford (46, snurrade av)
- Michele Alboreto, Ferrari (45, kollision)
- Rene Arnoux, Ligier-Judd (45, överhettning)
- Mauricio Gugelmin, March-Judd (34, motor)
- Nelson Piquet, Lotus-Honda (26, snurrade av)
- Oscar Larrauri, EuroBrun-Ford (26, växellåda)
- Derek Warwick, Arrows-Megatron (24, snurrade av)
- Nigel Mansell, Williams-Judd (18, motor)
- Philippe Streiff, AGS-Ford (15, upphängning)
- Alessandro Nannini, Benetton-Ford (14, upphängning)
- Eddie Cheever, Arrows-Megatron (14, elsystem)
- Nicola Larini, Osella (7, motor)
- Gerhard Berger, Ferrari (6, punktering)
- Stefan "Lill-Lövis" Johansson, Ligier-Judd (2, överhettning)

### Förare som ej startade
- Ivan Capelli, March-Judd (olycka)

### Förare som ej kvalificerade sig
- Satoru Nakajima, Lotus-Honda
- Bernd Schneider, Zakspeed
- Piercarlo Ghinzani, Zakspeed

### Förare som ej förkvalificerade sig
- Gabriele Tarquini, Coloni-Ford

## VM-ställning
| Förarmästerskapet 1. Alain Prost, McLaren-Honda, 45 2. Ayrton Senna, McLaren-Honda, 33 3. Gerhard Berger, Ferrari, 18 | Konstruktörsmästerskapet 1. McLaren-Honda, 78 2. Ferrari, 27 3. Benetton-Ford, 12 Lotus-Honda, 12 |